# Tyrkiets retssystem
De basale bestandele af Tyrkiets retssystem er at finde i artikel 138-160 i den tyrkiske forfatning fra 1982. Civil- og militærretten er adskilt, men civile kan komme for en militærdomstol i forbindelse med militær undtagelsestilstand eller militær tjeneste.